# سنتسوروگوزن
سنتسوروگوزن (به ژاپنی: 千鶴御前 せんつるごぜん) یا سن تسورومارو (به ژاپنی: 千鶴丸) ; تولد نامشخص - مرگ نامشخص میلادی. در اواخر دوره هی‌آن اولین پسر میناموتو نو یوریتومو از یائه هیمه دختر ایتو سوکه‌چیکا اهل ژاپن بود.
گفته می‌شود سنتسوروگوزن پسری بود که توسط میناموتو نو یوریتومو، که در تبعید در ولایت ایزو زندگی می‌کرد، از دختر ایتو سوکه‌چیکا (نام او یائه هیمه) به دنیا آمد. اگرچه وجود او را نمی‌توان در مطالب تاریخی معتبر تأیید کرد، اما نام او را می‌توان در سوگا مونوگاتاری و گنپی توروکو یافت، و نام در «واگا ایکی شیدای» آمده است. گفته می‌شود که او به دستور پدربزرگش ایتو سوکه‌چیکا بر اثر غرق شدن در رودخانه کشته شد.
«سوگا مونوگاتاری» را می‌توان تقریباً به دو نوع تقسیم کرد: کتاب نام واقعی و کتاب‌های کانا. طبق کتاب نام واقعی، میناموتو نو یوریتومو در دوران تبعیدش عاشق سومین دختر ایتو سوکه‌چیکا شد و او «سنتسوروگوزن» را به دنیا آورد. پس از یک مأموریت سه ساله در کیوتو و بازگشت به خانه، سوکه‌چیکا از تولد «سنتسوروگوزن»، که از نسل یوریتومو که در آن زمان در تبعید بود و در خانه او تحت نظر بود، مطلع می‌شود و از ترس اینکه توسط ارباب فئودال کوماتسو-دونو (تایرا نو شیگه‌موری پسر ارشد تایرا نو کیوموری) سرزنش شود، تصمیم می‌گیرد که ریشه این پیوند خونی را قطع کند. با فراخواندن نگهبانان خود و دیگران، او دستور داد تا سنتسوروگوزن را با غرق کردن او در رودخانه بکشند.